# آرای ۵۰۷۰
سیارک ۵۰۷۰ (به انگلیسی: 5070 Arai، نامگذاری:1991XT) پنج هزار و هفتادمین سیارک کشف شده‌است که در ۹ دسامبر ۱۹۹۱ کشف شد.
قدر مطلق سیارک برابر ۱۱٫۱۰ است.